# 科爾蘇諾韋
49°43′26″N 35°29′33″E / 49.72389°N 35.49250°E
科爾蘇諾韋（烏克蘭語：Корсунове）是位於烏克蘭東部的村莊，由哈爾科夫州博霍杜希夫區的瓦爾基市鎮負責管轄。該村始建於1840年，面積7.9平方公里，海拔高度172米，2001年人口32，人口密度每平方公里4.05人。